# Ligne Tōkyū Den-en-toshi
La ligne Tōkyū Den-en-toshi (東急田園都市線, Tōkyū Den'entoshi-sen) est une ligne ferroviaire de la compagnie privée Tōkyū dans la région de Kantō au Japon. Elle relie la gare de Shibuya à Tokyo à celle de Chūō-Rinkan dans la préfecture de Kanagawa. C'est une ligne avec un fort trafic de trains de banlieue.
Sur les cartes, la ligne est de couleur verte et les stations sont identifiées par les lettres DT suivies d'un numéro.

## Histoire
La ligne réutilise des tronçons construits par le Chemin de fer électrique de Tamagawa (玉川電気鉄道, Tamagawa Denki Tetsudō) à partir de 1927. La ligne prend son nom actuel en 1963.
Le 1er octobre 2019, la gare de Minami-machida est renommée gare de Minami-machida Grandberry Park.

## Caractéristiques

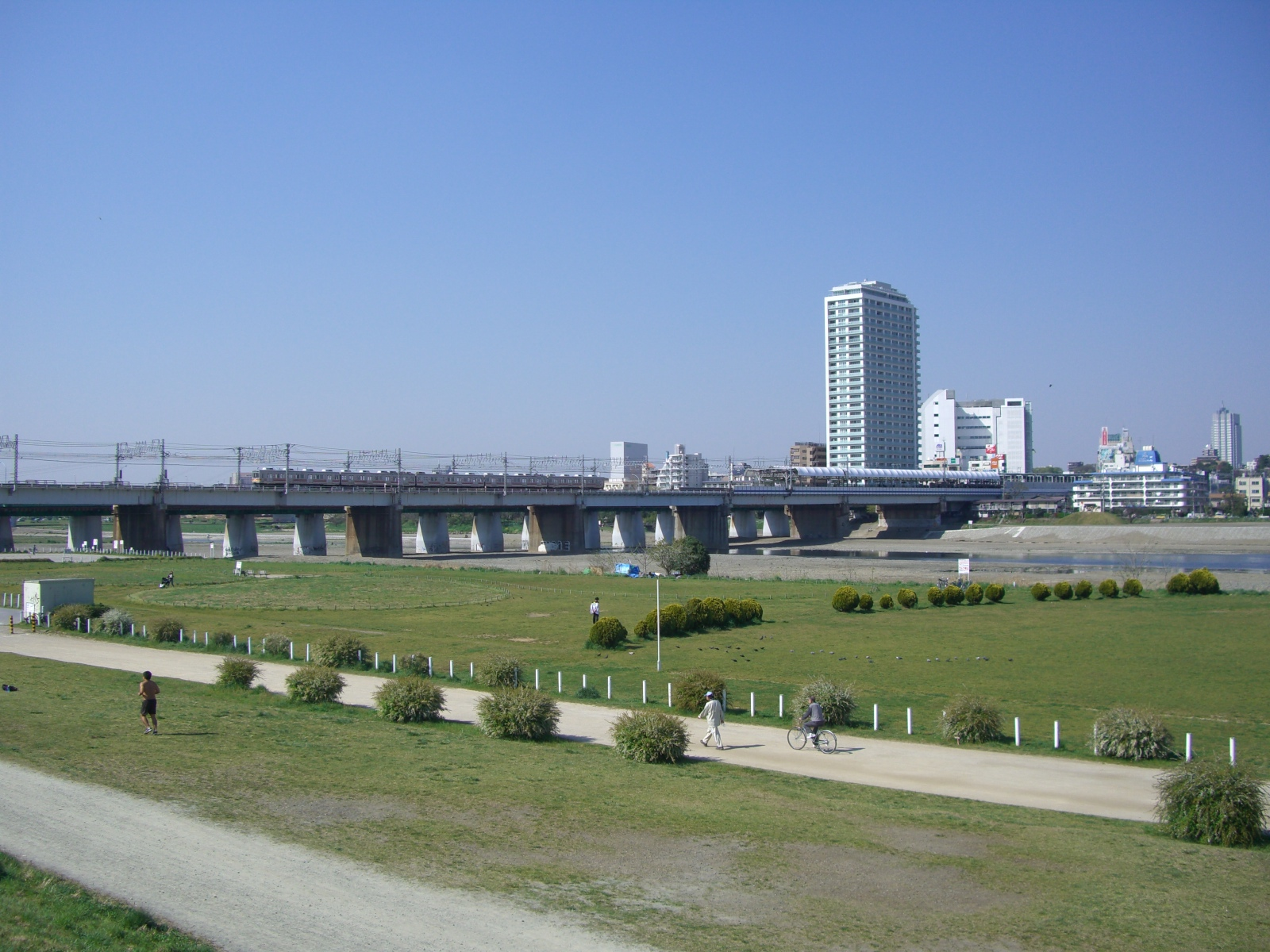
La ligne traversant le fleuve Tama.

### Ligne
- Longueur : 31,5 km
- Ecartement : 1 067 mm
- Alimentation : 1 500 Vcc par caténaire

### Services et interconnexion
La ligne est interconnectée avec la ligne Hanzōmon du Tokyo Metro à Shibuya et avec la ligne Ōimachi à Futako-Tamagawa.

### Tracé
|  |

### Liste des gares
La ligne comporte 27 gares, identifiées de DT01 à DT27.
| Numéro | Gare                           | Nom japonais             | Distance (km) | Correspondances | Localisation | Localisation           |
| ------ | ------------------------------ | ------------------------ | ------------- | --- | ------------ | ---------------------- |
| DT01   | Shibuya                        | 渋谷                     | 0             | Tōkyū : Tōyoko Tokyo Metro : Hanzōmon (interconnexion), Fukutoshin, Ginza JR East : Saikyō, Shōnan-Shinjuku, Yamanote Keiō : Inokashira | Shibuya      | Tokyo                  |
| DT02   | Ikejiri-Ōhashi (ja)            | 池尻大橋                 | 1,9           | | Setagaya     | Tokyo                  |
| DT03   | Sangen-Jaya                    | 三軒茶屋                 | 3,3           | Tōkyū : Setagaya | Setagaya     | Tokyo                  |
| DT04   | Komazawa-Daigaku               | 駒沢大学                 | 4,8           | | Setagaya     | Tokyo                  |
| DT05   | Sakura-Shimmachi               | 桜新町                   | 6,3           | | Setagaya     | Tokyo                  |
| DT06   | Yōga                           | 用賀                     | 7,6           | | Setagaya     | Tokyo                  |
| DT07   | Futako-Tamagawa                | 二子玉川                 | 9,4           | Tōkyū : Ōimachi (interconnexion) | Setagaya     | Tokyo                  |
| DT08   | Futako-Shinchi                 | 二子新地                 | 10,1          | | Kawasaki     | Préfecture de Kanagawa |
| DT09   | Takatsu (ja)                   | 高津                     | 10,7          | | Kawasaki     | Préfecture de Kanagawa |
| DT10   | Mizonokuchi                    | 溝の口                   | 11,4          | Tōkyū : Ōimachi JR East : Nambu (à Musashi-Mizonokuchi)                                                                                 | Kawasaki     | Préfecture de Kanagawa |
| DT11   | Kajigaya                       | 梶が谷                   | 12,2          | | Kawasaki     | Préfecture de Kanagawa |
| DT12   | Miyazakidai                    | 宮崎台                   | 13,7          | | Kawasaki     | Préfecture de Kanagawa |
| DT13   | Miyamaedaira                   | 宮前平                   | 14,7          | | Kawasaki     | Préfecture de Kanagawa |
| DT14   | Saginuma                       | 鷺沼                     | 15,7          | | Kawasaki     | Préfecture de Kanagawa |
| DT15   | Tama-Plaza                     | たまプラーザ             | 17,1          | | Yokohama     | Préfecture de Kanagawa |
| DT16   | Azamino                        | あざみ野                 | 18,2          | Métro de Yokohama : ligne bleue | Yokohama     | Préfecture de Kanagawa |
| DT17   | Eda (ja)                       | 江田                     | 19,3          | | Yokohama     | Préfecture de Kanagawa |
| DT18   | Ichigao                        | 市が尾                   | 20,6          | | Yokohama     | Préfecture de Kanagawa |
| DT19   | Fujigaoka                      | 藤が丘                   | 22,1          | | Yokohama     | Préfecture de Kanagawa |
| DT20   | Aobadai                        | 青葉台                   | 23,1          | | Yokohama     | Préfecture de Kanagawa |
| DT21   | Tana                           | 田奈                     | 24,5          | | Yokohama     | Préfecture de Kanagawa |
| DT22   | Nagatsuta                      | 長津田                   | 25,6          | JR East : Yokohama Yokohama Minatomirai Railway : Kodomonokuni                                                                          | Yokohama     | Préfecture de Kanagawa |
| DT23   | Tsukushino                     | つくし野                 | 26,8          | | Machida      | Tokyo                  |
| DT24   | Suzukakedai                    | すずかけ台               | 28,0          | | Machida      | Tokyo                  |
| DT25   | Minami-machida Grandberry Park | 南町田グランベリーパーク | 29,2          | | Machida      | Tokyo                  |
| DT26   | Tsukimino                      | つきみ野                 | 30,3          | | Yamato       | Préfecture de Kanagawa |
| DT27   | Chūō-Rinkan                    | 中央林間                 | 31,5          | Odakyū : Enoshima | Yamato       | Préfecture de Kanagawa |

## Matériel roulant
La ligne Den-en-toshi est parcourue par les trains des compagnies Tōkyū, Tokyo Metro et Tōbu.

### Tōkyū

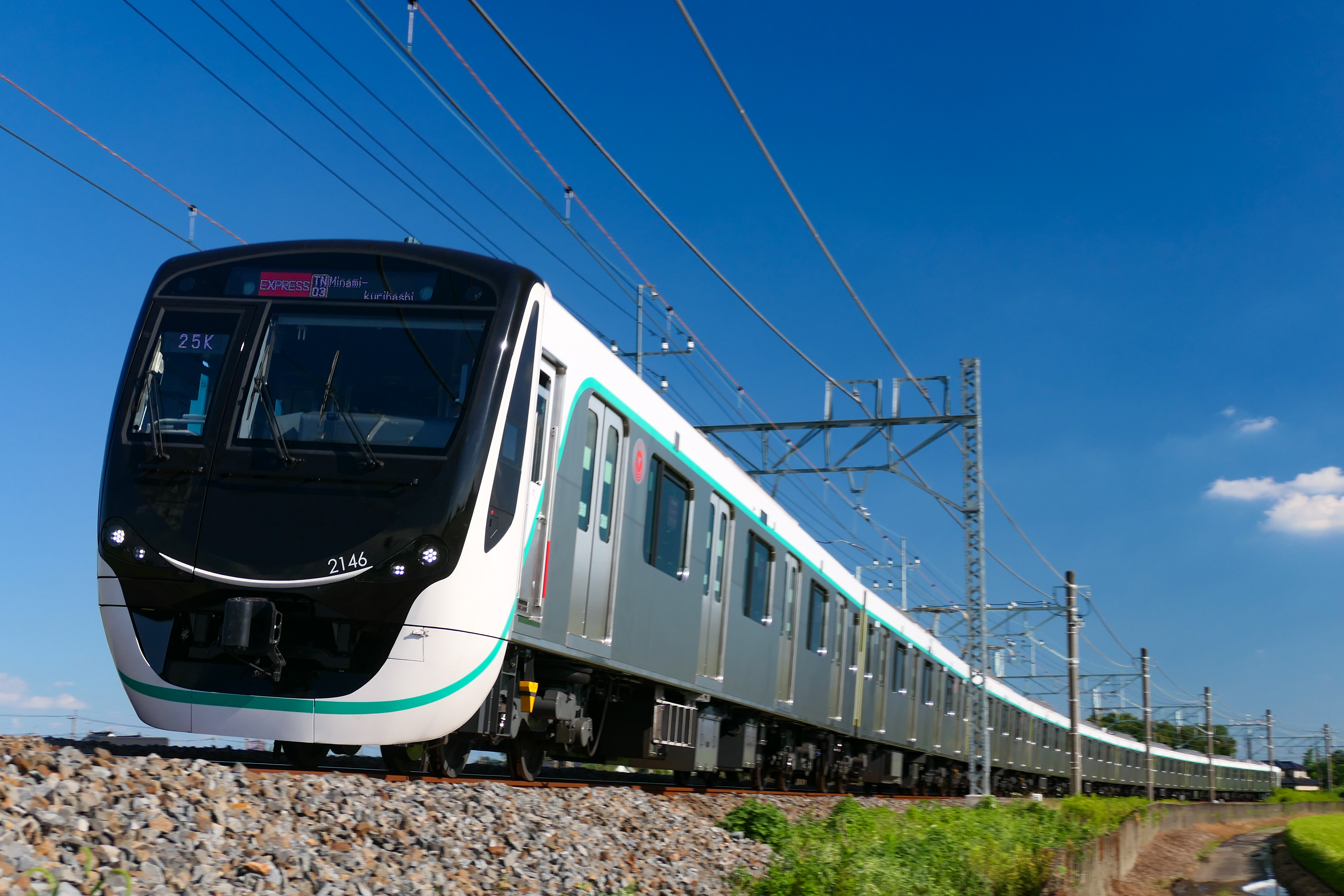
Tōkyū série 2020
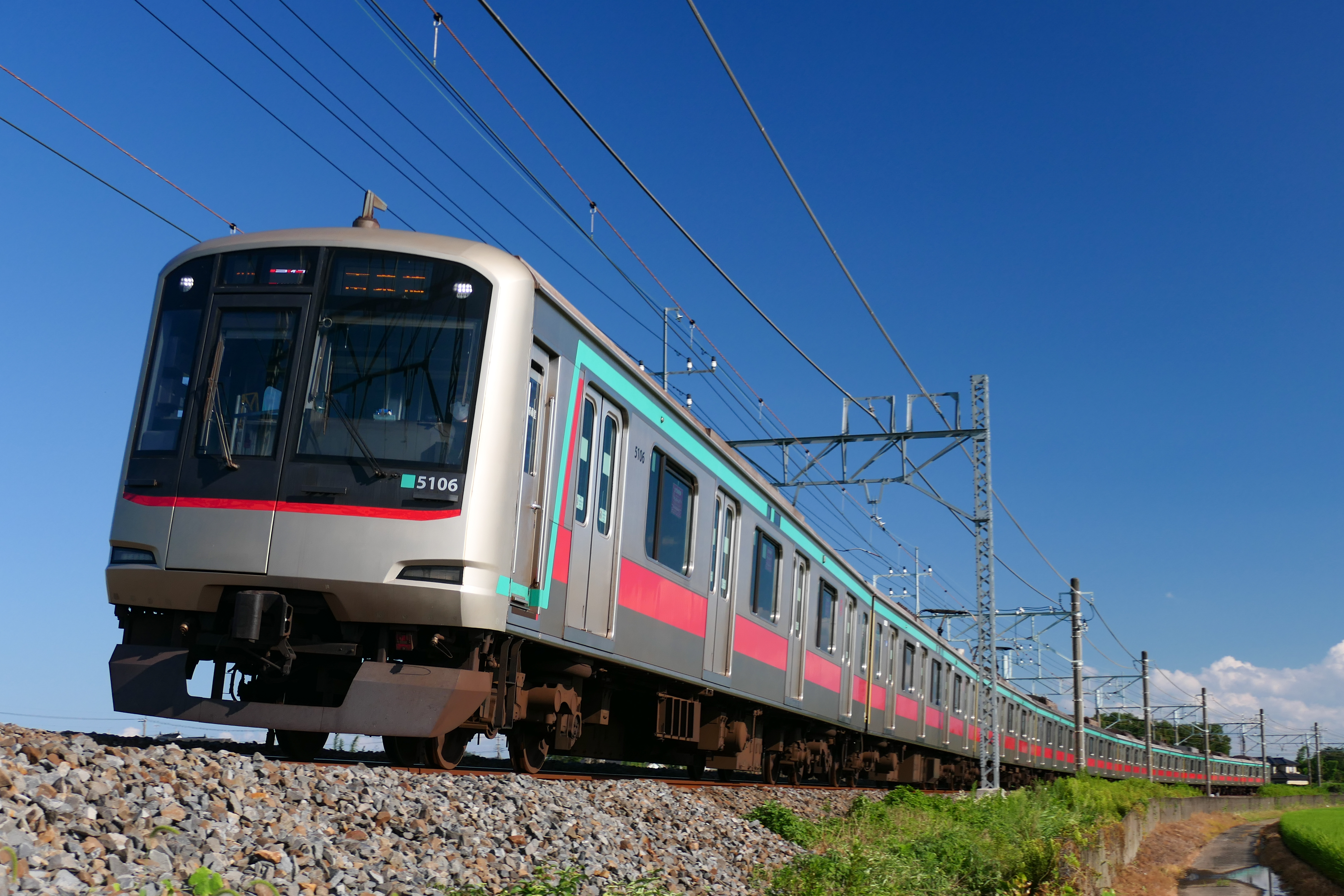
Tōkyū série 5000
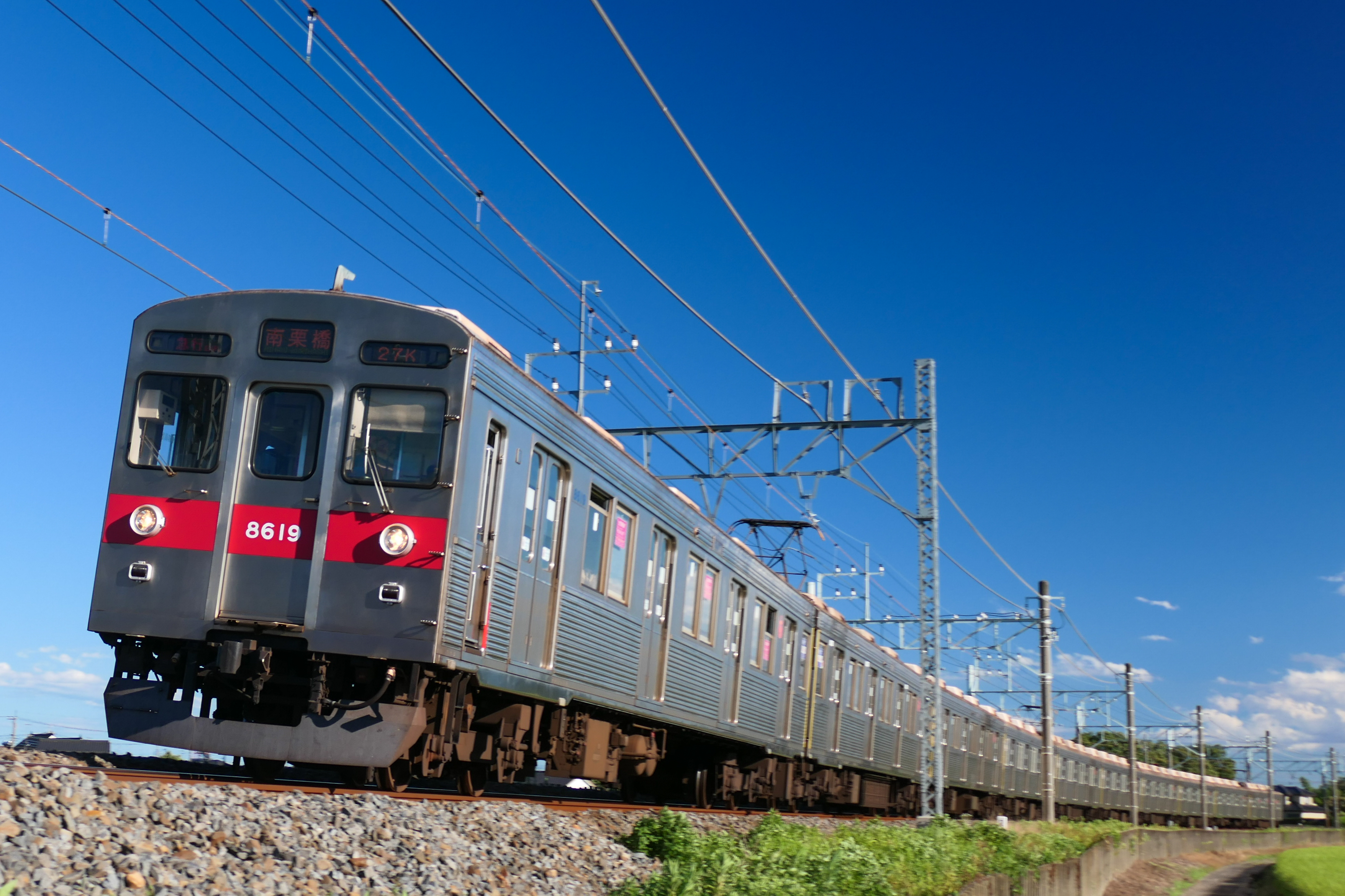
Tōkyū série 8500

### Tōkyū (interconnexion avec la ligne Ōimachi)

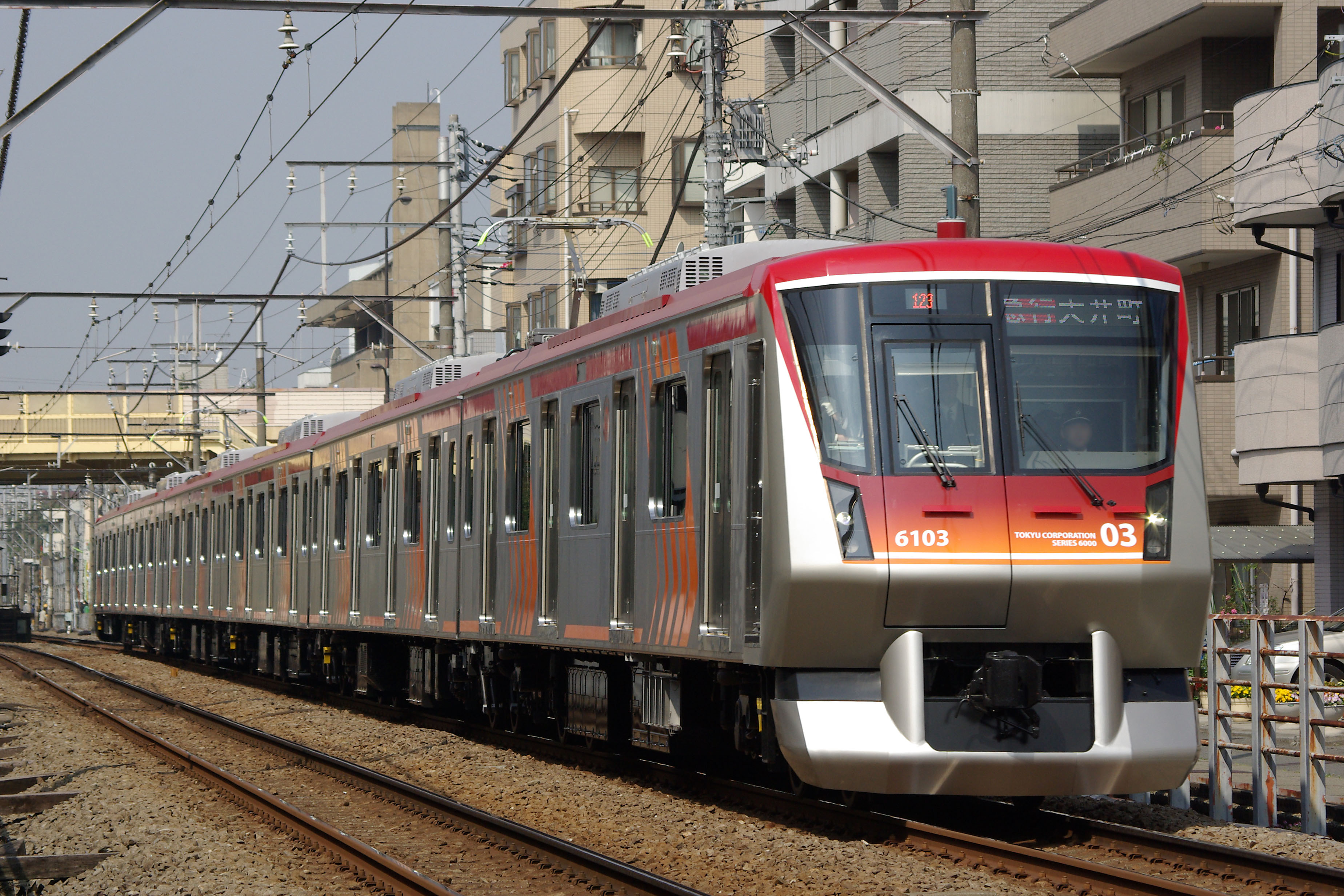
Tōkyū série 6000
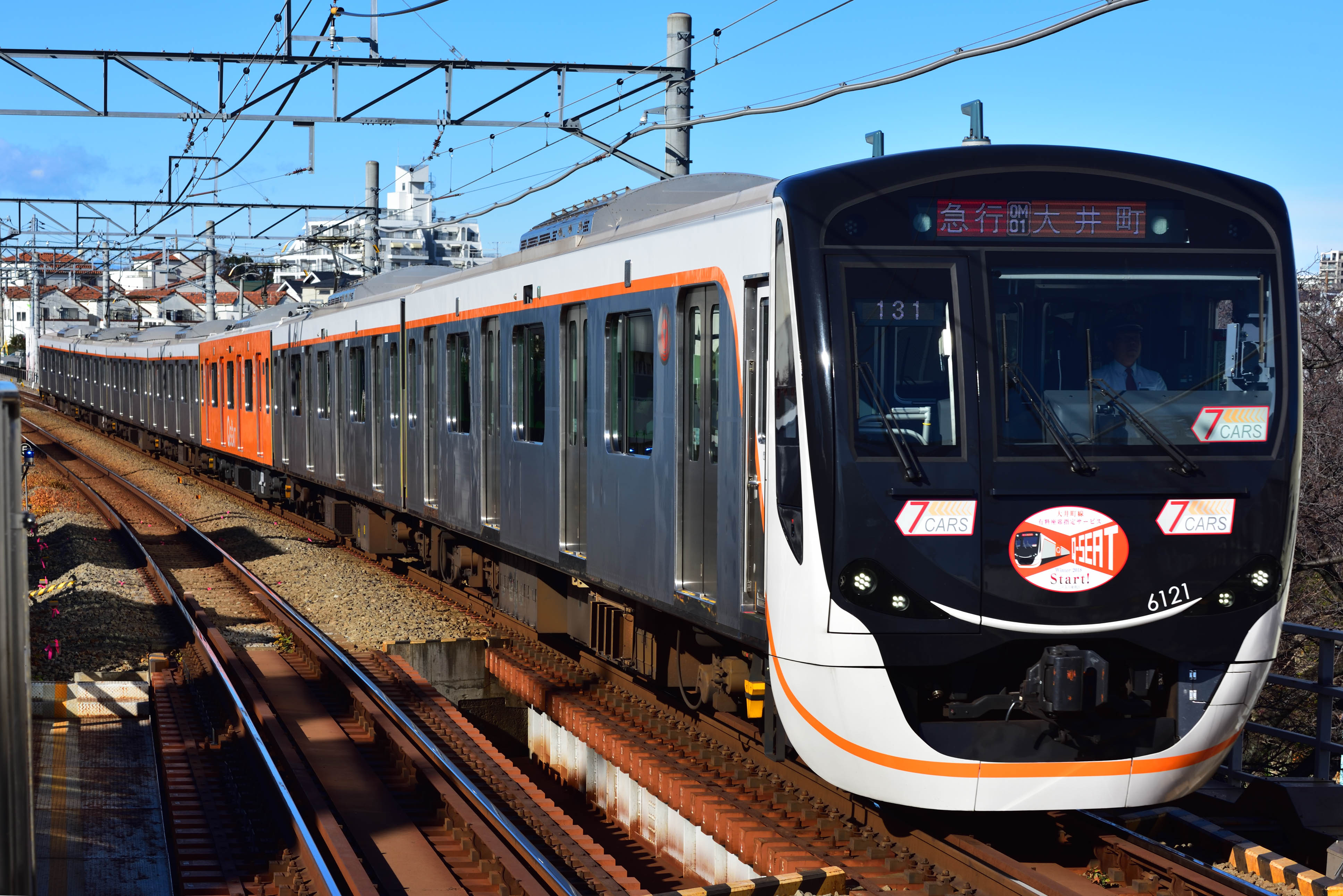
Tōkyū série 6020
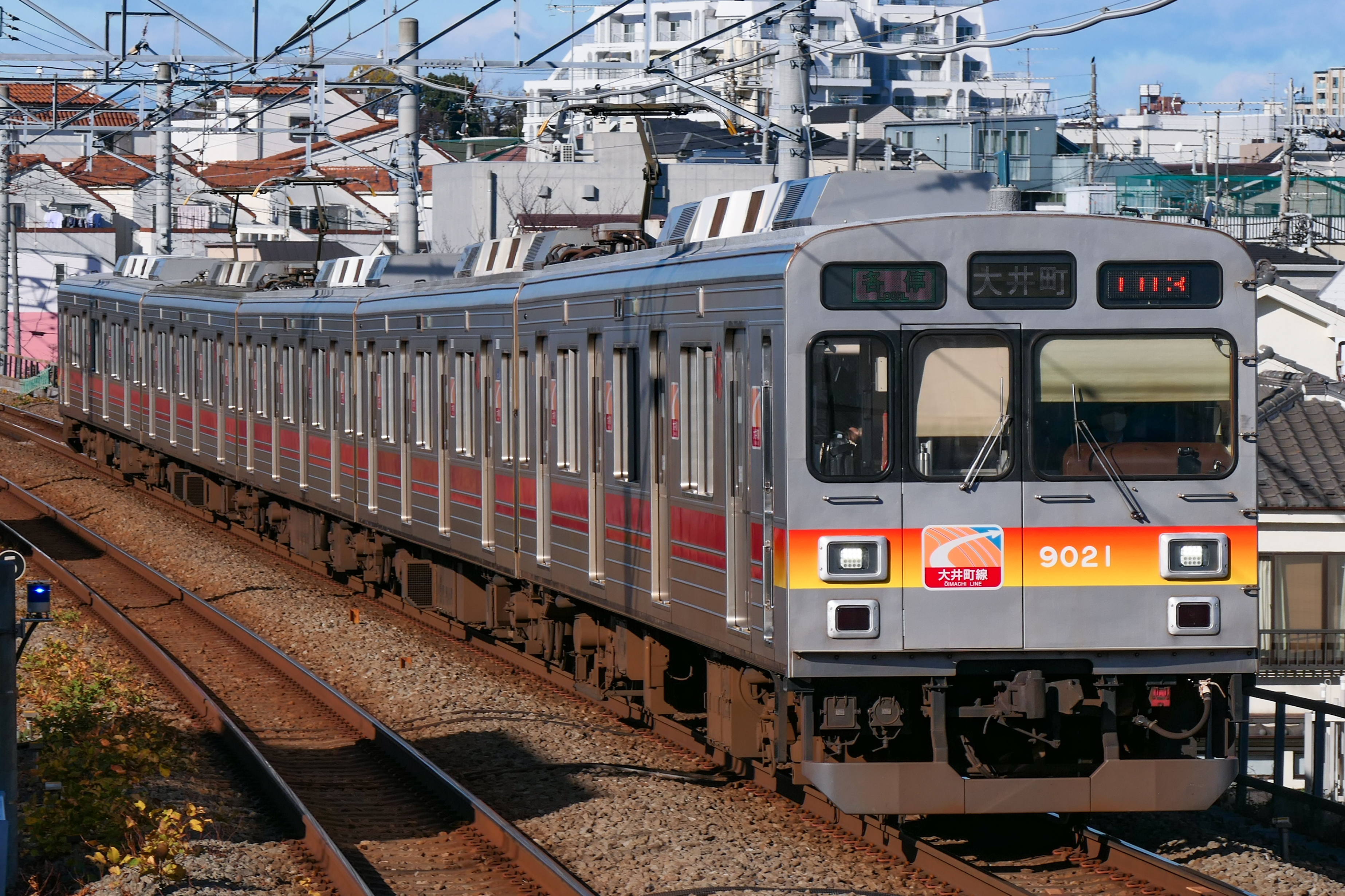
Tōkyū série 9000

### Autres compagnies

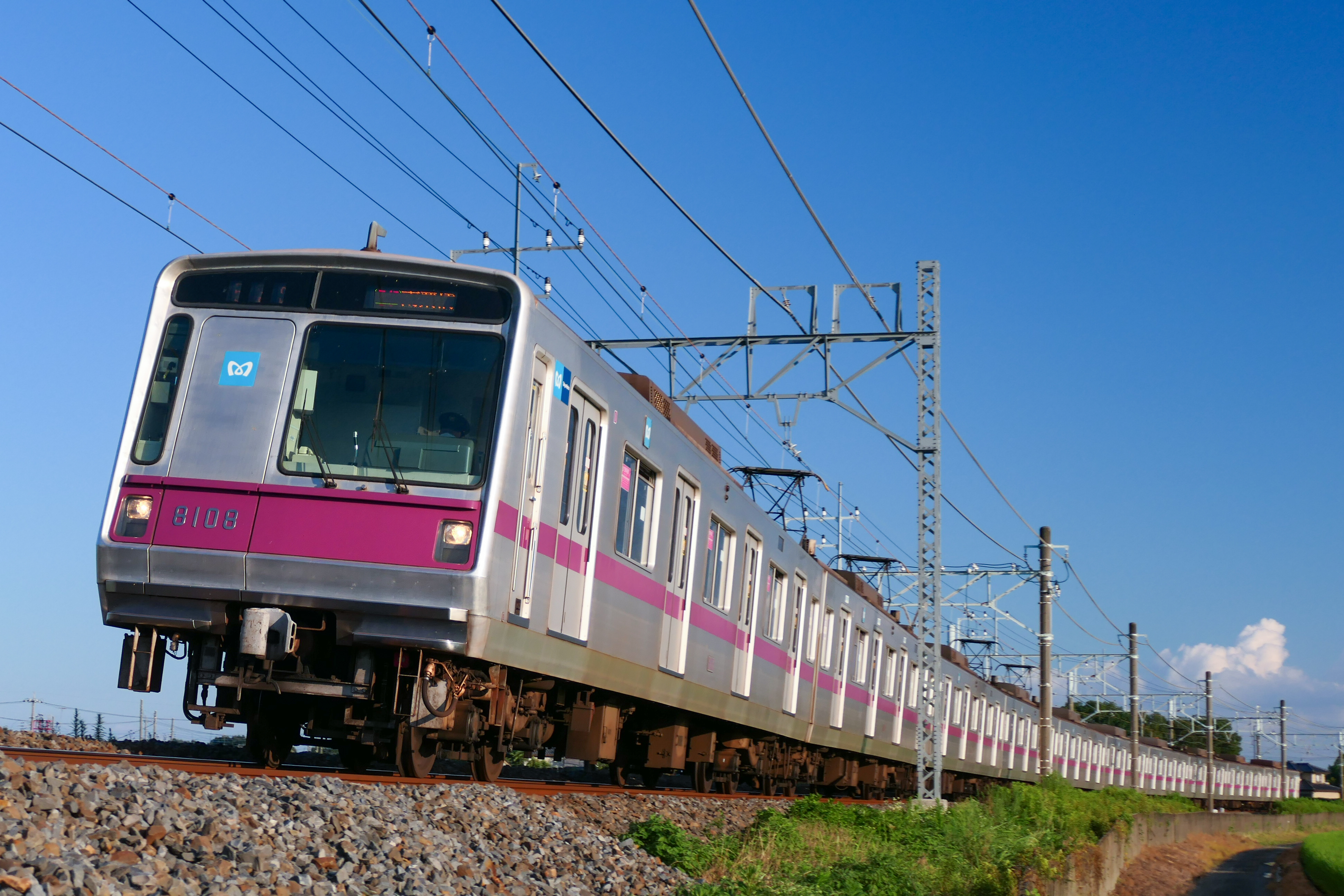
Tokyo Metro série 8000
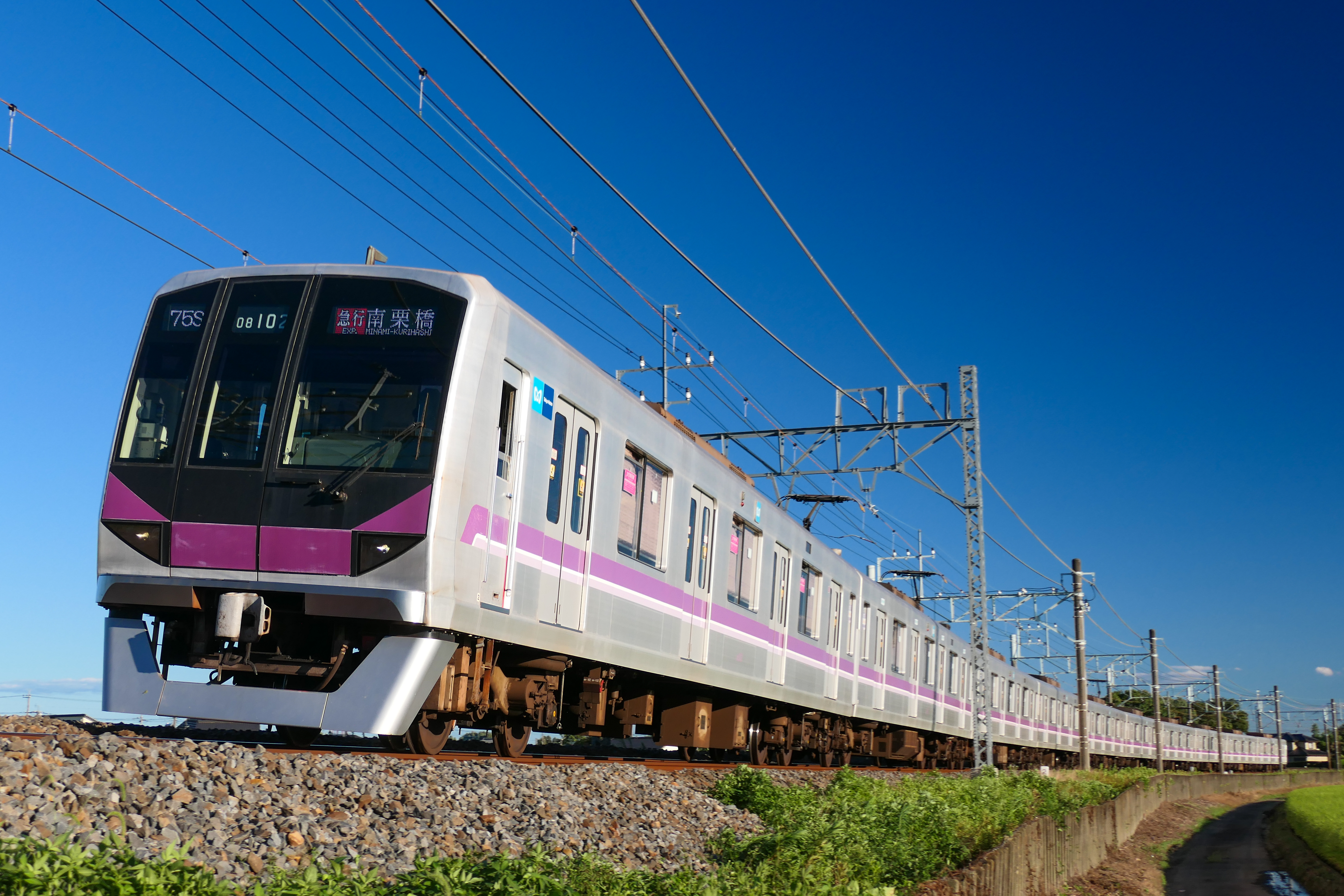
Tokyo Metro série 08
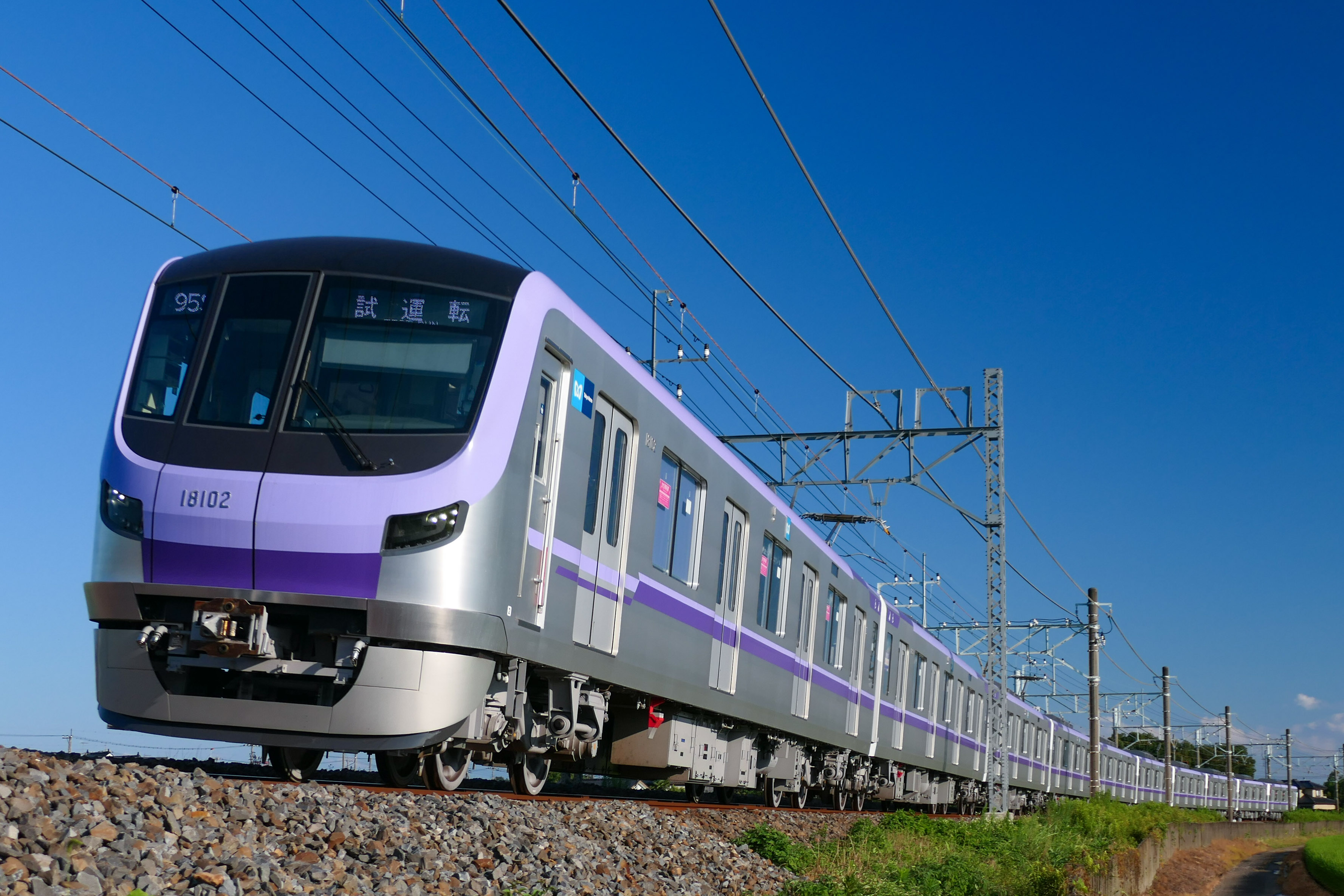
Tokyo Metro série 18000
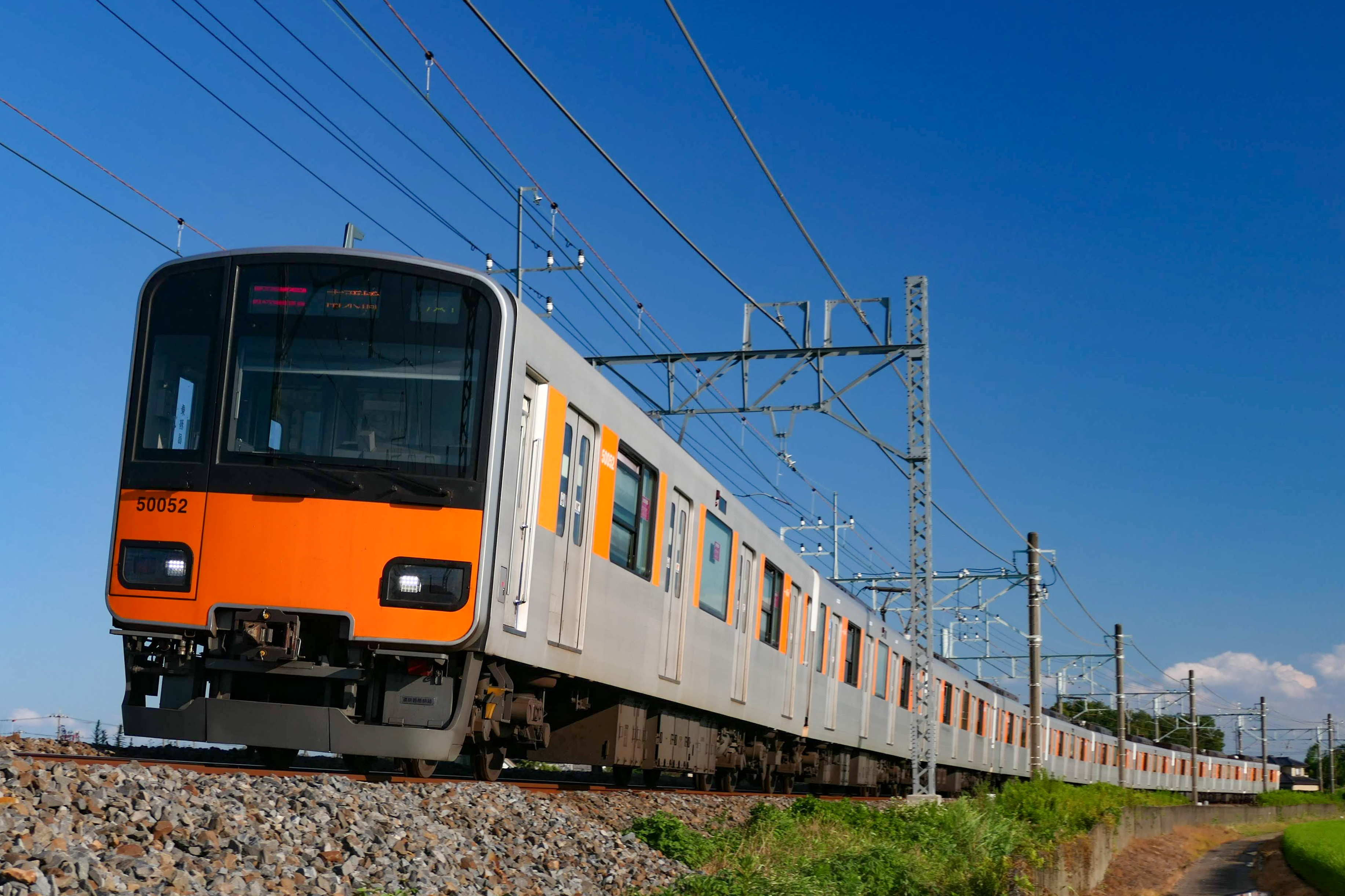
Tōbu série 50050